# Tango (film, 1993)
Pour les articles homonymes, voir Tango.
Pour plus de détails, voir Fiche technique et Distribution.
Tango est un film français réalisé par Patrice Leconte, sorti en 1993.

## Synopsis
Bien que réellement coupable, Vincent a été autrefois acquitté à la stupéfaction générale pour le meurtre de sa femme et de l'amant de celle-ci. Le juge de l'affaire, l'Elégant ayant eu de la compassion pour ce mari trompé. En contrepartie, quelques années plus tard, il charge Vincent de tuer Marie, la femme infidèle de son neveu Paul. Le juge, éternel célibataire, Paul et Vincent partent à la recherche de la femme volage. Leur périple sera émaillé de rencontres diverses, animé de discussions passionnées et misogynes à propos des femmes, et des relations qu'ils ont avec elles.

## Fiche technique
- Réalisation : Patrice Leconte
- Scénario : Patrick Dewolf et Patrice Leconte
- Assistant réalisateur : Étienne Dhaene
- Photographie : Eduardo Serra
- Montage : Geneviève Winding
- Musique : Jean-Claude et Angélique Nachon
- Décors : Ivan Maussion
- Production : Philippe Carcassonne et René Cleitman
- Durée : 88 minutes
- Genre : comédie
- Lieux de tournage : Nîmes et alentours
- Date de sortie : 3 février 1993 (en France)

## Distribution
- Philippe Noiret : François d'Amour "l'élégant"
- Richard Bohringer : Vincent Baraduc
- Thierry Lhermitte : Paul
- Carole Bouquet : la cliente de l'hôtel
- Jean Rochefort : le valet d'étage
- Miou-Miou : Marie
- Judith Godrèche : Madeleine
- Maxime Leroux : Mariano Escobar, amant d'Hélène
- Michèle Laroque : Hélène Baraduc
- Jean Benguigui : Lefort, contrôleur aérien
- Ticky Holgado : un serveur
- Élodie Bouchez : une fille dans l'avion
- Sandra Majani (créditée Sandra Extercatte) : la serveuse de l'hôtel
- Jacques Mathou : le routier
- Muriel Combeau : la fiancée du routier
- Laurent Gamelon : le chauffeur de taxi
- Caroline Clerc : la belle-mère de Paul
- Isabelle Wolfe : la jolie brune draguée par Paul
- Pascale Pouzadoux : la fille qui veut devenir hôtesse de l'air
- Yamin Dib : le mécano de l'aérodrome
- Eric Berenger
- Françoise Baut
- Antony Cointre